# Inseldom

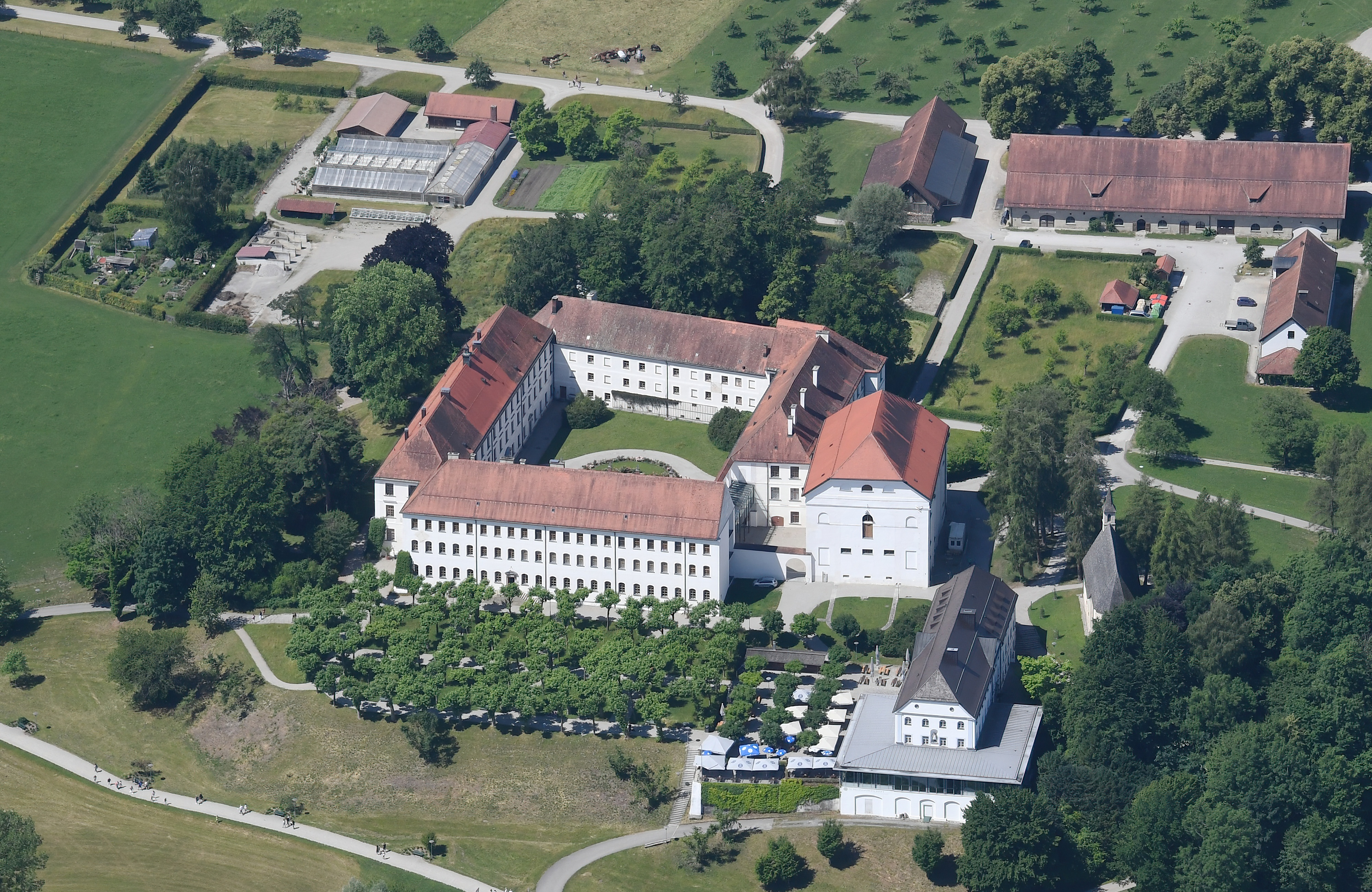
Das Kloster Herrenchiemsee mit dem Inseldom aus der Luft gesehen

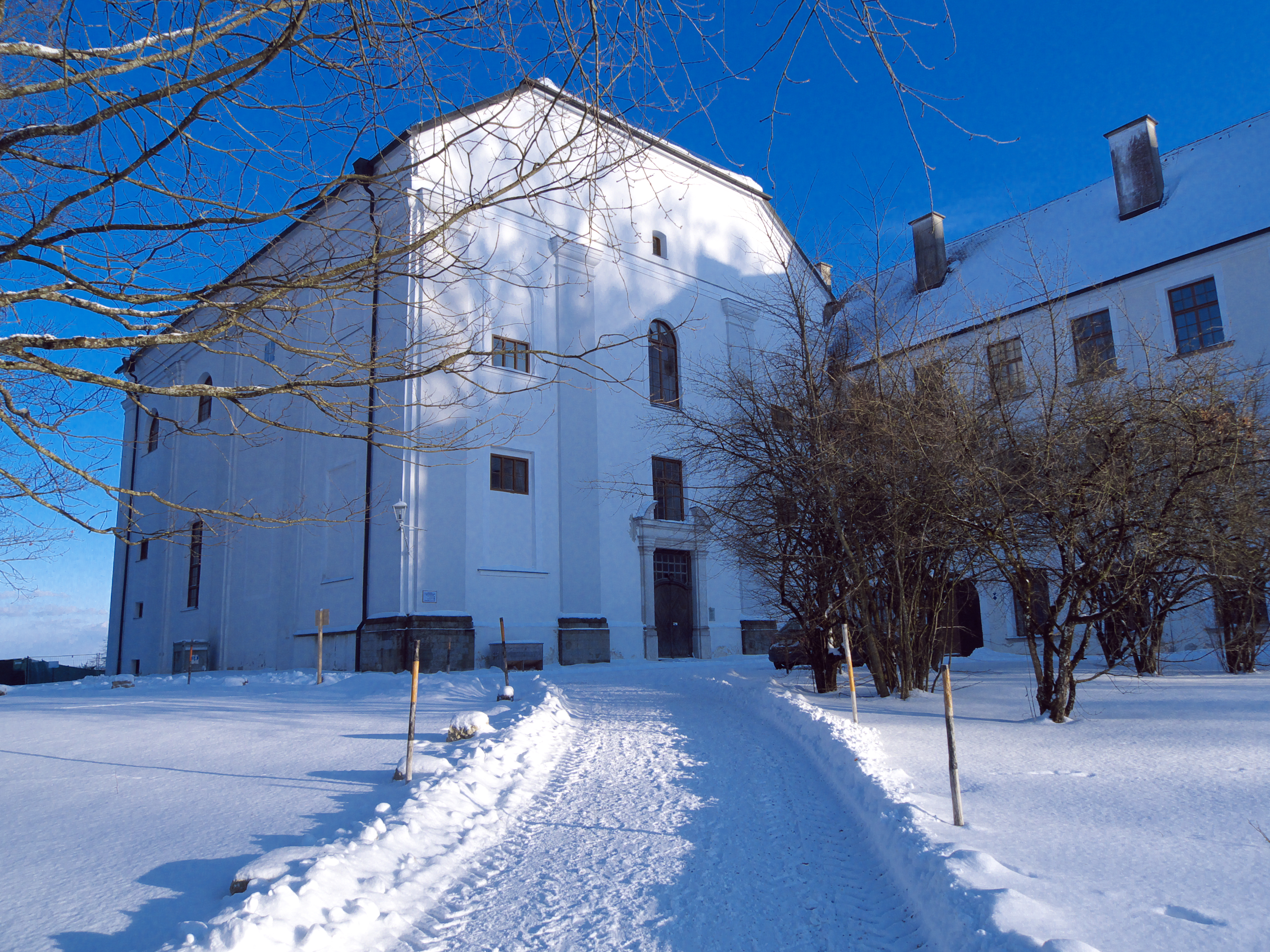
Zugang zum Inseldom auf Herrenchiemsee

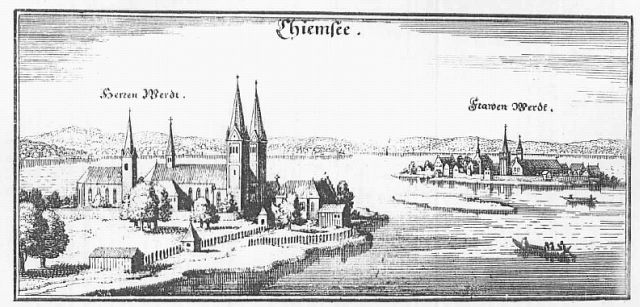
Kupferstich des Stifts Herrenchiemsee auf der Herreninsel im Chiemsee aus der Topographia Germaniae des Matthaeus Merian um 1644

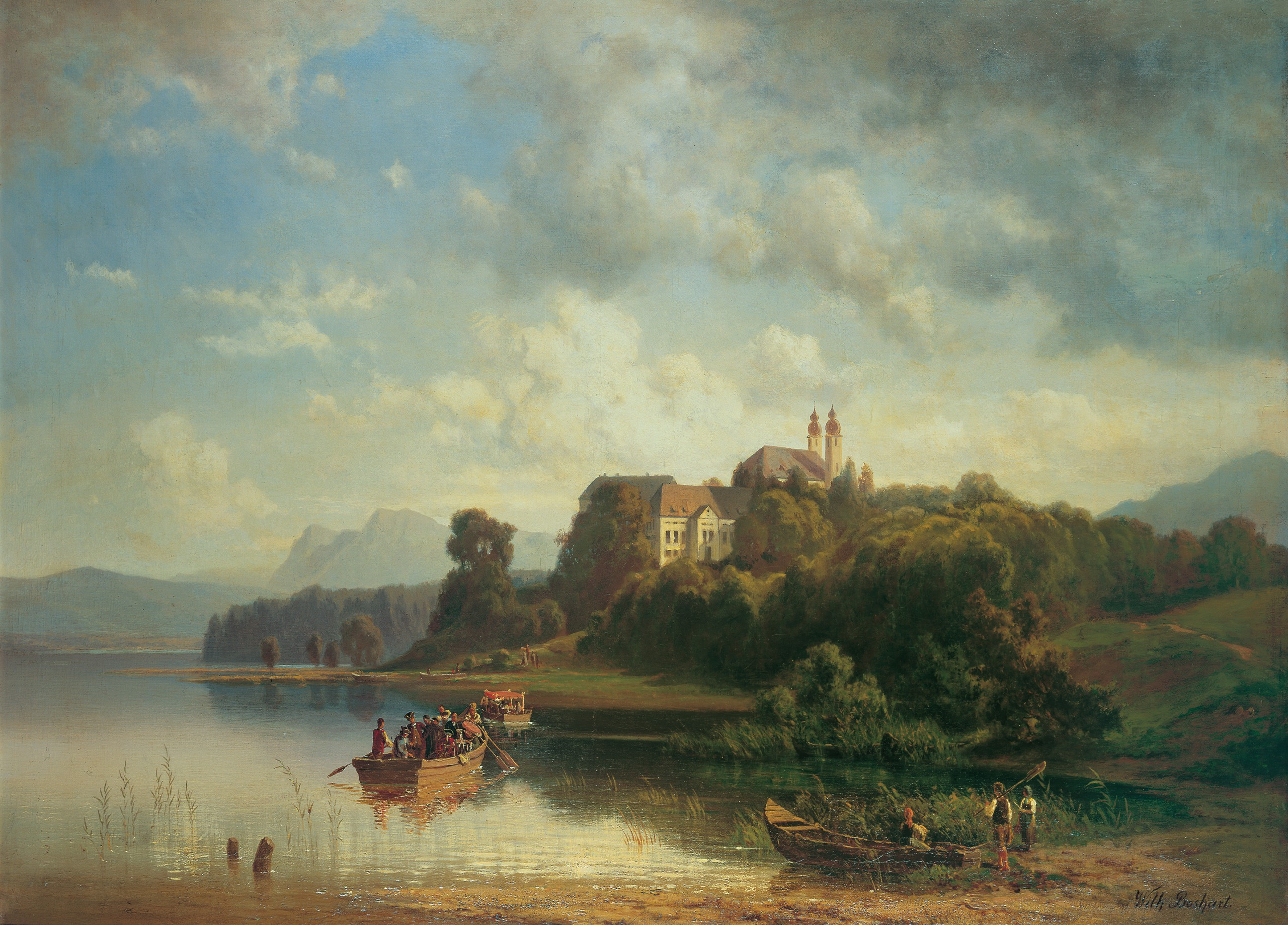
Ölgemälde von Wilhelm Boshart

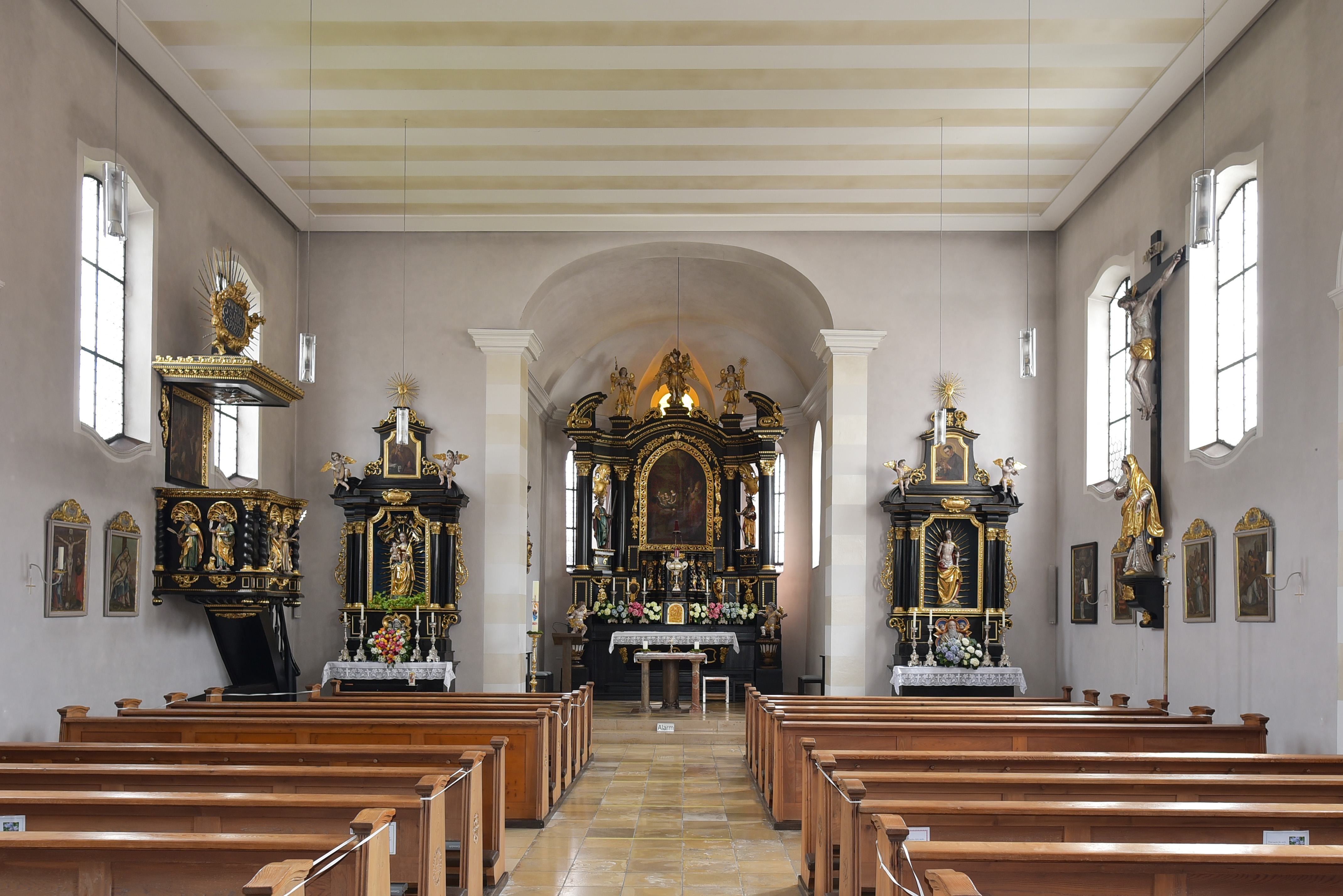
St. Nikolaus in Rimsting mit Hochaltar und Kanzel aus dem Inseldom

Als Inseldom bezeichnet man die ehemalige Stiftskirche der Augustinerchorherren St. Sixtus und St. Sebastian und Kathedrale des Bistums Chiemsee auf Herrenchiemsee, die mit der Säkularisierung in Bayern 1807 profaniert wurde. Der Abbruch des Chors und der Türme und der Umbau zur Brauerei erfolgte 1819/1820. Nach mehrjähriger Bausanierung öffnet die Bayerische Schlösserverwaltung seit 2021 den Inseldom zeitweise für Besucher.

## Geschichte
Stift Herrenchiemsee, das Kloster auf der Herreninsel, wurde der Tradition nach durch Herzog Tassilo III. von Bayern gegründet. Die tatsächliche Gründung erfolgte früher, nach neuesten, auch archäologischen Erkenntnissen zwischen 620 und 629. Die Klosterkirche diente von 1216 bis 1807 als Kathedrale des Bistums Chiemsee und wird deswegen auch „Inseldom“ genannt. Ab ca. 1230 waren auf der Herreninsel Augustiner-Chorherren ansässig. Sie bildeten das Domkapitel des Bistums, der Propst des Stifts war zugleich Archidiakon des Bistums.
Die im 12. Jahrhundert erbaute dreischiffige romanische Kirche wurde unter Propst Rupert Puetinger und seinen Nachfolgern gotisch umgestaltet. 1676 bis 1678 wurde die Kirche durch den Graubündner Barockbaumeister Lorenzo Sciascia auf älteren Fundamenten als reich stuckierte und ausgemalte Wandpfeilerkirche mit Seitenkapellen und darüberliegenden Emporen weitgehend neu erbaut. Das erhaltene Deckengewölbe mit aufwändigen Fresken, Stuckaturen und Engeln der Stuckateure Francesco Brenno und Giulio Zuccalli und der Freskomaler Joseph Eder und Jacob Carnutsch zeugt von dieser Zeit. Der Hochaltar wurde nach dem Vorbild von Altären im Salzburger Dom von Matthias Piechlinger (Mühln-Wolfsberg) 1684 geschaffen. Die Türme der gotischen Kirche wurden zunächst beibehalten, 1729 durch schlichte neue mit aufgesetzten Zwiebelhauben ersetzt. Die Orgel mit dem Prospekt von Johann Christoph Egedacher wurde im Jahr 1740 erbaut.
Das Kloster wurde 1803 im Zuge der Säkularisation in Bayern aufgelöst, kam in staatlichen Besitz und wurde schließlich an den Mannheimer Kaufmann Carl von Lüneschloß verkauft. 1807 wurde die Klosterkirche profaniert, der Hochaltar und die Kanzel kamen nach St. Nikolaus (Rimsting), die Orgel und Empore nach St. Laurentius (Tittmoning). 1808 verzichtete der letzte Bischof von Chiemsee, Sigmund Christoph von Zeil und Trauchburg, auf sein Amt.
Zwischen 1818 und 1820 ließ der Münchner Großkaufmann Alois von Fleckinger die Türme und den Chor der Kirche abbrechen und das Langhaus ohne Rücksicht auf die historische Bausubstanz zu einer Brauerei umbauen. Der hohe Raum des Langhauses war ideal für das Sudhaus. Deshalb ist heute nur noch dieses erhalten. Auch König Ludwig II., der die Herreninsel 1873 erwarb, ließ die Brauerei als Kgl. Brauerei Herrenchiemsee weiterbetreiben.
Ab 1914 wurde die Brauerei nach wirtschaftlichen Schwierigkeiten nicht mehr genutzt und der Inseldom war seit der Veräußerung der Inneneinrichtung ab 1917 für die Öffentlichkeit nicht mehr zugänglich. 1972 führte das Landbauamt Rosenheim Sicherungsmaßnahmen des Hauptgewölbes durch. 1995 wurde der Dachstuhl saniert, 1997 die Fassade. Nach einer weiteren mehrjährigen Bausanierung, die mit möglichst geringem Aufwand und ohne größere Eingriffe in die historische Bausubstanz erfolgte, und einer Sicherung der erhaltenen Fresken öffnet die Bayerische Schlösserverwaltung seit 2021 den Inseldom zeitweise für Besucher.

## Denkmalschutz
Die ehemalige Domstiftskirche St. Sebastian und Sixtus (Inseldom und zuletzt Brauhaus) steht unter Denkmalschutz und ist unter dem Aktenzeichen D-1-87-123-19 in der Denkmalliste des Bayerischen Landesamtes für Denkmalpflege erfasst.
Zum Denkmal gehören unter demselben Aktenzeichen auch alle andern Gebäude des ehemaligen Augustinerchorherrenstifts und der Klostergarten.